# L'Heure du dragon

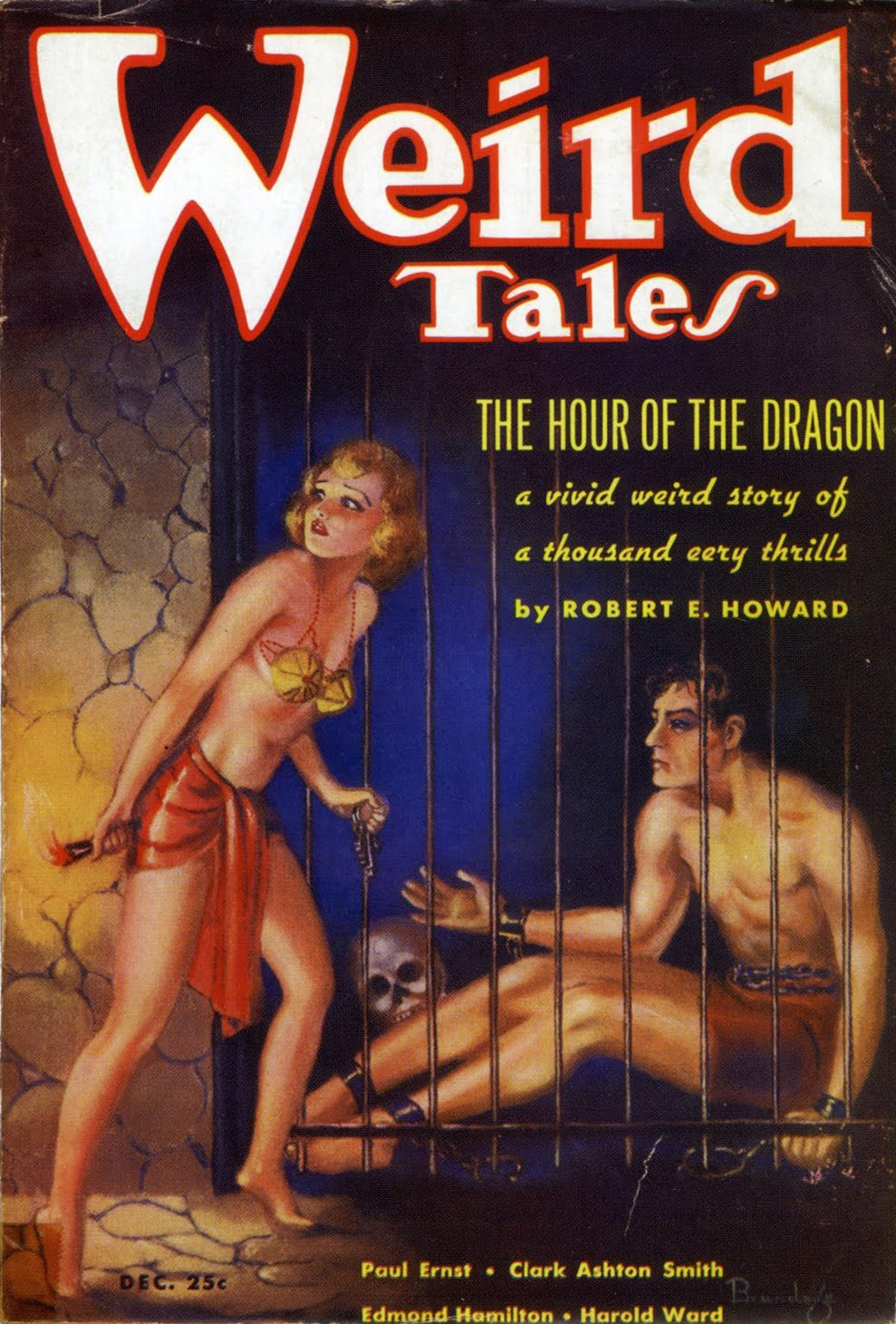
Couverture de Weird Tales de décembre 1935, où est paru le début du roman.

L'Heure du dragon (The Hour of the Dragon), parfois publié dans le passé sous le titre Conan le Conquérant (Conan the Conqueror), est un roman de fantasy publié sous forme de feuilleton en 1935 et 1936 et signé par l'écrivain américain Robert E. Howard, narrant les aventures du personnage Conan le Barbare lorsque ce dernier était déjà roi du royaume hyborien d'Aquilonie.

## Histoire de la création et de l'édition du livre
Il s'agit du seul roman que Howard ait écrit pour son personnage Conan. À l'origine Howard n'écrivait pas de romans, car aux États-Unis le marché des feuilletons fantastiques ne lui demandait que des nouvelles courtes. Or, en 1933, voulant vendre aussi ses histoires sur le marché britannique, il prit contact auprès des éditeurs anglais. Un éditeur de Londres, Denis Archer, de la maison Pawling & Ness Ltd., lui répondit que les lecteurs anglais ne s'intéressaient pas aux nouvelles courtes mais qu'il étudierait la possibilité de lui acheter une histoire de Conan si préalablement il en faisait un roman. Ainsi, pendant les mois de mars, avril et mai 1934, Howard s'adonna entièrement à la tâche d'écrire un roman de Conan, The Hour of the Dragon, qu'il envoya à Archer le 20 mai... mais peu après l'éditeur fit faillite et la compagnie qui acheta ses actifs renvoya le manuscrit à Howard, qui le proposa au magazine Weird Tales, pour qui il était déjà habitué à écrire des histoires. Weird Tales publia le roman, mais en le divisant en cinq parties-feuilletons, publiées dans ses numéros de décembre 1935 à avril 1936. Howard se suicida le 11 juin 1936, à peine deux mois après la fin de la publication de son roman.
L'Heure du dragon fut réédité en 1950 par l'éditeur Gnome Press, sous le titre Conan the Conqueror (Conan le Conquérant), titre retenu à nouveau pour le huitième et dernier tome de la vaste anthologie dirigée par Lyon Sprague de Camp et Lin Carter au milieu des années 1960. Au sein de cette collection, il fait directement suite au volume intitulé Conan l'Usurpateur. Sprague de Camp et Carter, dans le cadre de leur anthologie des récits de Conan, publieront quatre tomes supplémentaires (portant ainsi le nombre total de volumes à 12), mais ces quatre derniers opus ne contiendront aucun mot de Howard lui-même. Par la suite, de nombreux autres auteurs reprendront le personnage pour écrire des aventures de leur cru, s'insérant chronologiquement à différents moments de la vie de Conan.

## Adaptations
Les contenus du roman ont influencé la série télévisée Conan the Adventurer (1997-1998, avec Ralf Moeller dans le rôle de Conan) et surtout le film Kull le Conquérant (1997, avec Kevin Sorbo dans le rôle de Kull), où le scénario du film attribue cette aventure de Conan à un autre personnage de Howard, Kull d'Atlantis, qui vécut bien avant Conan dans un âge antérieur, l'Âge thurien (Conan ayant vécu à l'âge suivant dans la chronologie fictive de Howard, l'Âge hyborien) .
Le roman a été adapté en bande dessinée dans la collection Conan le Cimmérien (tome 12), parue le 1er décembre 2021 aux éditions Glénat. Scénario de Julien Blondel et dessins de Valentin Sécher.

## Éditions françaises
- Aux éditions J.-C. Lattès, en 1980[2].
- Aux éditions J'ai lu, en octobre 1988.  (ISBN 2-277-22468-5)
- Conan : L'Heure du dragon, édité en avril 2008 chez Bragelonne. Traduction Patrice Louinet  (ISBN 978-2-35294-171-2)